# William Marvin
William Marvin (* 14. April 1808 in Fairfield, Herkimer County, New York; † 9. Juli 1902 in Skaneateles, New York) war ein US-amerikanischer Jurist und Politiker und von Juli bis Dezember 1865 der siebte Gouverneur des Bundesstaates Florida.

## Frühe Jahre und politischer Aufstieg
William Marvin wuchs im Staat New York auf und besuchte dort die örtlichen Schulen sowie später die Homer Academy. Nach einem Jurastudium wurde er 1833 als Rechtsanwalt zugelassen. Im Jahr 1835 wurde er von Präsident Andrew Jackson zum Bezirksstaatsanwalt von Key West im Florida-Territorium ernannt. Dort wurde er Mitglied der Territorialverwaltung sowie Mitglied der Kommission, die 1839 die Verfassung für den zukünftigen Bundesstaat Florida entwarf. Ebenfalls 1839 wurde er von Präsident Martin Van Buren zu einem Richter in Florida ernannt. Im Jahr 1847 berief ihn Präsident James K. Polk als Richter an das Bundesberufungsgericht für den südlichen Bereich Floridas. Diese Position behielt Marvin bis 1863. Zu dieser Zeit befand sich die Nation schon mitten im Bürgerkrieg. Marvin trat 1863 von seinem Richteramt zurück und kehrte für kurze Zeit in seine New Yorker Heimat zurück.

## Gouverneur von Florida
Nach der Flucht und der anschließenden Verhaftung von Gouverneur Abraham K. Allison wurde Marvin von Präsident Andrew Johnson zum provisorischen Gouverneur von Florida ernannt. Er trat sein neues Amt am 13. Juli 1865 an. Seine Hauptaufgabe war die Wiederherstellung einer Regierung nach dem Ende des Bürgerkrieges. Zu diesem Zweck berief er eine Versammlung ein, die im Oktober zusammentrat, um über eine neue Verfassung zu beraten. Außerdem musste der Sezessionsbeschluss von 1861 widerrufen werden. Die neue Verfassung sah unter anderem die Schaffung des Amtes eines Vizegouverneurs vor. Diese Verfassung trat am 7. November in Kraft, wurde aber niemals vom Volk in einer Abstimmung gebilligt. Auch der Kongress lehnte unter dem Einfluss der radikalen Republikaner die Verfassung ab und stellte Florida, wie die anderen ehemaligen Konföderierten Staaten, im Rahmen der Reconstruction unter militärisches Besatzungsrecht. Erst 1868 wurde dann eine neue Verfassung entworfen. Marvin blieb noch bis zum 20. Dezember im Amt. An diesem Tag wurde er von David S. Walker abgelöst.

## Weiterer Lebensweg
Im Jahr 1866 wurde Marvin von den Bürgern Floridas in den US-Senat gewählt. Dort wurde ihm aber von den radikalen Republikanern, wie den meisten anderen Vertretern der Südstaaten auch, der Sitz verwehrt. Nach diesen Erfahrungen zog sich Marvin aus der Politik zurück. Er hatte kein weiteres öffentliches Amt mehr bekleidet. Er verließ Florida und zog nach Skaneateles in New York, wo er wieder als Rechtsanwalt arbeitete. Dort ist er im Jahr 1902 verstorben.